# Аден, Амаль
Амаль Аден (норв. Amal Aden; род. 1983, Сомали) — псевдоним сомалийско-норвежской писательницы, преподавательницы, правозащитницы и лесбиянки. Аден — заместитель члена Норвежской комиссии по рассмотрению жалоб на прессу, также пишет статьи для газеты Dag og Tid с января 2013 года.

## Биография
Аден родилась в Сомали, стала сиротой в возрасте четырёх лет. Была неграмотна, эмигрировала в Норвегию по программе воссоединения семьи в возрасте тринадцати лет в 1996 году, прожив семь лет как беспризорница. Сначала она испытывала трудности от столкновения с другой культурой. При этом, как она утверждает, общественные службы, в том числе по защите детей, не были в состоянии ей помочь. Из-за этого она оказалась в наркобизнесе в Грёнланне, районе Осло, и периодически жила на улицах. Сейчас Аден работает переводчиком в полиции, школах, а также является советником и лектором в муниципалитетах и других инстанциях.
У Амаль есть двое детей-близнецов. С 2002 года живёт в Хёнефоссе.

## Карьера
Амаль Аден опубликовала свою первую книгу в 2008 году и позже ещё несколько книг. Она получила несколько наград, первая из которых — Премия Золя (норвежская премия, названная в честь французского писателя Эмиля Золя) в 2010 году за работу по вопросам иммиграции и интеграции.

## Угрозы
По словам Амаль Аден, в 2013 году после участия в гей-параде в Осло она получила 146 сообщений с угрозами.

## Награды
- Премия Золя, 2010[7]
- Премия Amnesty International в Норвегии, 2012
- Приз памяти Эрика Бая, 2014
- Премия Джины Крог Норвежской ассоциации за права женщин, 2016[8]